# Clódio Esopo
Clódio Esopo (em latim: Clodius Aesopus), também chamado Cláudio Esopo (em latim: Claudius Aesopus) foi o mais célebre ator trágico da Roma Antiga no tempo de Cícero, ou seja, século I a.C., porém, as datas de seu nascimento e morte não são conhecidas. Seu nome parece indicar que era um liberto de algum membro da gens Clódia.

## Vida e obra
Cícero mantinha relações amigáveis com Esopo e com Róscio, um ator cômico igualmente famoso, e não deixava de ter aulas com eles. Plutarco menciona que Esopo, ao representar Atreu imaginando como deveria vingar-se de Tiestes, o ator, no calor da ação, golpeia e mata com um bastão um dos figurantes que atravessava o palco. Horácio e outros autores colocam-no em um nível comparado com Róscio. Cada um deles foi proeminente em seu próprio campo; Róscio na comédia, sendo, no que diz respeito à ação e entrega (pronuntiatio), mais arrebatado; Esopo na tragédia, sendo mais intenso.
Esopo teve muito trabalho para aperfeiçoar-se na sua arte através de vários métodos. Ele diligentemente estudou a exposição dos personagens na vida real; e quando qualquer julgamento importante estava acontecendo na cidade, especialmente quando Hortênsio estava a pleitear, ele fazia questão de estar sempre presente, para que pudesse ver e ser capaz de representar, o mais fielmente, os sentimentos que eram mostrados em tais ocasiões. Diz-se que Esopo nunca vestiu a máscara do personagem que ele iria representar, sem primeiro olhar para ela com atenção, a uma certa distância, por algum tempo, para que quando no palco, ele pudesse preservar a sua voz e ação em perfeita harmonia com a aparência que ela teria. Talvez este relato possa confirmar a opinião de que as máscaras só foram recentemente introduzidas nos dramas regulares em Roma, e nem sempre eram utilizadas até mesmo para os principais personagens; de acordo com Cícero, Esopo era tão perfeito em suas expressões faciais, que certamente não causariam no público tão boa impressão caso tivessem sido realizadas apenas com uma máscara.
De todos os relatos de Cícero e dos testemunhos registrados dele, sua atuação parece ter-se caracterizado principalmente pela forte ênfase e veemência. No geral, Cícero chama-o de summus artifex, e diz que ele nasceu para atuar no papel principal tanto na vida real quanto no palco.  Não parece que alguma vez Esopo tenha atuado em comédia. Valério Máximo chama Esopo e Róscio de "ludicrae artis peritissimos viros", mas isto pode apenas indicar a arte teatral em geral, incluindo a tragédia, bem como a comédia. Frontão chama-o de Trágico Esopo (Tragicus Aesopus). A partir da observação de Cícero, no entanto, parece que o personagem de Ájax era demasiado trágico para ele.
Tal como Róscio, Esopo desfrutou da intimidade do grande ator, que chamava-o de noster Aesopus, noster familiaris; e eles parecem ter buscado melhorar essa amizade, cada um em sua respectiva arte. Durante seu exílio, Cícero recebeu muitas demonstrações valiosas de amizade de Esopo. Em uma ocasião, em particular, tendo que executar o papel de Télamon, banido de seu país, em uma das peças de Lúcio Ácio, o trágico, pelo seu modo e ênfase hábil e uma eventual mudança de uma palavra, somada à realidade evidente de seus sentimentos, conseguiu fazer com que a audiência percebesse a analogia do personagem com o caso de Cícero, e assim fez-lhe o serviço mais essencial do que qualquer defesa direta de si mesmo poderia ter feito. O teatro inteiro aplaudiu. Em outra ocasião, em vez de "Brutus qui libertatem civium stabiliverat", ele substituiu Túlio, e o público correspondeu ao seu entusiasmo pedindo "mil vezes" bis.
A data da sua morte ou sua idade não pode ser fixada com segurança; mas na dedicação do Teatro de Pompeu, em 55 a.C., ele parece ter chegado a uma idade avançada, pois entende-se que teria se aposentado dos palcos, devido à idade ou problemas de saúde. Naquela ocasião, porém, em consideração ao festival, ele retornou ao palco; mas como faria um dos papéis mais enfáticos, logo no início de um juramento, sua voz falhou e ele não pode continuar com o discurso. Era evidente que estava incapacitado de prosseguir, de modo que qualquer um poderia facilmente tê-lo dispensado: uma coisa que, como a passagem de Cícero diz, uma audiência romana não faria por artistas comuns.
Esopo, embora longe de ser frugal,  conseguiu juntar, assim como Róscio, uma imensa fortuna, devido à de sua profissão. Deixou cerca de 200.000 sestércios para seu filho Cláudio, que provou ser um gastador insensato. Diz-se, por exemplo, que ele pegou uma pérola preciosa do brinco de Cecília Metela, dissolveu-o em vinagre e bebeu, uma façanha favorita da monomania extravagante em Roma. A ligação de genro de Cícero, Públio Cornélio Dolabela, com a mesma senhora, sem dúvida aumentou a aflição que sentia Cícero no procedimento devasso do filho de seu velho amigo.